# Oh, Pretty Woman
"Oh, Pretty Woman" es un tema del cantante estadounidense Roy Orbison, lanzado en 1964, grabado en los estudios Monument Records, en Nashville, Tennessee, y compuesto por Orbison y Bill Dees. Roy Orbison ganaría el Grammy a la Mejor Interpretación Vocal Pop Masculina en el año 1991 por la versión en directo que hizo para el programa especial de televisión Roy Orbison and Friends, A Black and White Night. La letra de la canción cuenta como el cantante admira a una mujer bonita caminando, preguntándose si estará tan sola como él mismo.

## Versiones
El tema ha sido versionado por Al Green, la banda Van Halen, The Holy Sisters of the Gaga Dada y Ray Brown Junior. Además, la canción inspiró el título de la película de 1990 Pretty Woman, protagonizada por Richard Gere y Julia Roberts, siendo el tema principal de su banda sonora. Una versión de la cantante japonesa Kaela Kimura fue el tema musical principal de Attention Please, una popular serie de televisión japonesa.
El cantante mexicano Manolo Muñoz hizo en la década de los 60s uno de los primeros covers de esta canción titulada como "Ay preciosa", ésta es la versión en español más fiel—en cuanto al sonido; no a la letra—a la canción original de Roy Orbison, también fue interpretada por el grupo mexicano Los Xochimilcas en su disco «Cumbias y Dengues» en el año 1968. Luego tiempo después ya en los '80s el cantante de rock argentino, Laureano Brizuela, adaptó este tema al español en la canción titulada «Muchachita» incluida en su álbum de covers "Viajero del tiempo".
La banda estadounidense de hard rock Van Halen grabo una versión del tema para su álbum Diver Down en 1982, se creó también un video musical dirigido por el vocalista David Lee Roth.
El actor Shahrukh Khan, con su equipo de filmación de Bollywood, compraron los derechos de la canción para su película Kal Ho Naa Ho
"Oh, Pretty Woman" ocupa el puesto 222 de la lista de las 500 mejores canciones de todos los tiempos, según la revista Rolling Stone.